# محمدولی‌خان تنکابنی

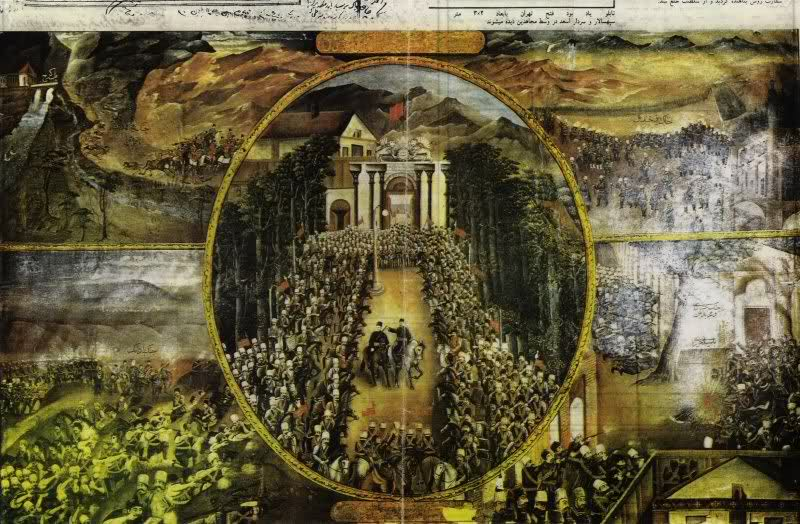
نقاشی فتح تهران در کاخ‌موزه‌های سعدآباد، محمد ولی خان تنکابنی و سردار اسعد بختیاری سوار بر اسب دیده می‌شوند

محمدولی خان خلعتبری مشهور به محمدولی‌خان تُنِکابُنی ملقب به سپهدار اعظم و سپس سپهسالار اعظم (زاده ۲۵ بهمن ۱۲۲۶، تنکابن، مازندران – درگذشته ۲۷ شهریور ۱۳۰۵، تهران) سیاستمدار ایرانی بود، که از رهبران نظامی انقلاب مشروطه پس از استبداد صغیر به‌شمار می‌آمد. او سه دوره کوتاه روی هم تقریباً دوساله نخست‌وزیر ایران بود.
وی در کنار سردار اسعد بختیاری یکی از دو فرمانده سپاهیان مشروطه‌خواه بود که فرماندهی مجاهدین مازندران و گیلان و قزوین را در فتح تهران و احیای مشروطیت بر عهده داشت.

## القاب
سپهدار تنکابنی پیش از انقلاب مشروطه به ترتیب دارای لقب‌های «ساعدالدوله» و «نصرالسلطنه» بود. پس از استبداد صغیر از آنجا که از رهبران فاتح تهران بود به او لقب «سپهدار اعظم» داده شد. پس از مدتی، احمدشاه او را ملقب به «سپهسالار اعظم» کرد و لقب «سپهدار اعظم» به فتح‌الله خان اکبر داده شد. این وضع سبب دشواری‌هایی شد، از همین روی برخی برای پیشگیری از اشتباه، او را «سپهدار تنکابنی»، و فتح‌الله اکبر را «سپهدار رشتی» نامیدند.

## تبار

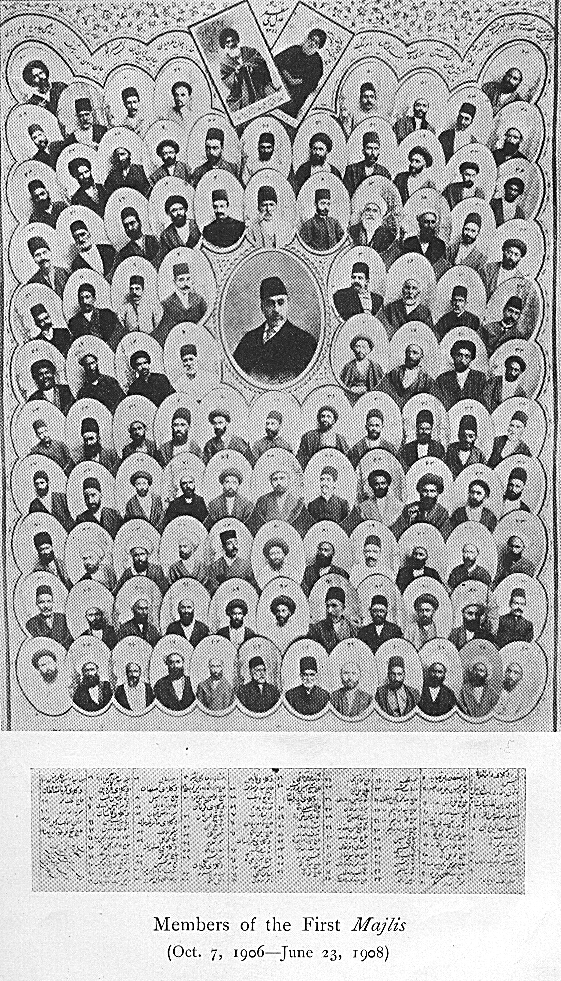
اعضای نخستین مجلس شورای ملی ایران

### خلابران
خلابر به تازیانی گفته می‌شود که در خانهٔ پادشاهان و سلاطین ساکن باشند. در زبان مردم گیلان و طبرستان مردمی را گویند از عرب که در خانهٔ پادشاهان و سلاطین ساکن باشند. خلابران از مستخدمان عرب حکام بودند زیرا از حکام «مرسوم» می‌گرفتند و کار آنان نیز در ارتباط با نظامیان بود.
اشاره ظهیرالدین مرعشی به خلابران نیز به اعتبار برهان قاطع اشاره به گروهی از اعراب طبرستان، گیلان و دیلمان است.
«تاریخ گیلان و دیلمان» نوشته ظهیرالدین مرعشی درسده نهم هجری که تاریخ این دیار را تا آن زمان رقم زده، از سکونت چهارطایفه بز، بسام، سرتیز و کرام در لاهیجان یاد می‌کند که «اصل ایشان عرب است».
سرزمین طبرستان و گیلان برخلاف دیگر مناطق ایران تا پایان سده سوم هجری همچنان ساختار قومی پیشین خودرا حفظ کرده بود، از آن هنگام که مهاجرت علویان ایرانی و عرب به این ناحیه شتابان شد، به تدریج دستخوش تغییر گردید. این فرایند که با آمدن نوادگان ششمین امام شیعه به تبرستان و دیلمان آغاز شد در روزگار اسماعیلیان به اوج رسید. اسماعیلیان که به پیروی از قرامطه، برابری قومی و نژادی و مساوات میان مردم را دنبال می‌کردند، فرایند آمیزش‌های قومی در این دیار را شتابان ساختند هرچند اختلاط قومی در این مناطق بسیار کمتر از دیگر مناطق ایران همچون آذربایجان، خراسان، فارس و غیره بود.
وجود سلسله‌های عرب تبار همچون سادات علوی و سادات کیایی نشان از حضور حکام شیعه مذهب عرب بر طبرستان، گیلان و دیلم دارد.
در هنگام ایجاد سجل شناسنامه و اجبار داشتن نام خانوادگی در دوران پهلوی اول، چون بستگان و اولاد محمدولی خان از آن جهت که خود را از فرزندان یکی از اصحاب حضرت علی (ع) می‌دانند که خلعت‌های آن حضرت را به والیان و عمال می‌داده است، عنوان «خلعت بری» را برای نام خانوادگی خود برگزیدند.

### نسب پدری
وی از نسل مهدی خان خلابر از سرداران آقامحمدخان در تنکابن و پسر حبیب‌الله خان سردار و نوه محمدولی‌خان ساعدالدوله از سرداران محمدشاه در محاصره هرات بود. او به همراه سردار اسعد بختیاری، یکی از دو فرمانده معروف در ماجرای فتح تهران، در جریان انقلاب مشروطه بود.
ولی خان نصرالسلطنه سپهدار اعظم پسر حبیب‌الله خان سرتیپ تنکابنی (که در تاریخ ۱۲۵۴ هجری در جنگ ایران با بریتانیا بر سر هرات با گلوله یک توپ مجهول که دانسته نشد از سوی خودی یا دشمن بود کشته شد) سال‌ها حکومت تنکابن را داشت. خاندان وی سال‌ها در منطقه تنکابن (شهسوار) و کجور حکومت می‌کردند؛ ولی خان سال‌های زیادی از عمر خود را به عنوان سرتیپ در میدان‌های جنگ گذراند. سال ۱۳۰۸ حاکم استرآباد شد. در روزگار پادشاهی ناصرالدین شاه سال‌ها گمرک گیلان را که آن زمان به علت حجم زیاد داد و ستد با روسیه تزاری پردرآمدترین گمرک ایران بود در اجاره خود داشت. در ۱۳۱۴ آغاز پادشاهی مظفرالدین شاه وزیر گمرک شد و از این طریق به ثروتش افزود. با نفوذی که داشت مسئولیت ضراب‌خانه را هم به عهده گرفت. سال‌های ۱۳۱۶ و ۱۳۱۷ و همچنین سال ۱۳۲۲ حاکم گیلان بود. سال ۱۳۲۳ زمانی که حکومت استرآباد به وی محول شد تلگراف‌خانه تهران را که سال‌های زیاد در دست مخبرالدوله سالی بیست هزار تومان اجاره بود، سالی دویست و سی هزار تومان اجاره کرد.

## خاندان خلعتبری
خلابران یکی از قدیمی‌ترین طوایف مهاجر تنکابن می‌باشند و مرکز این خاندان روستای اُشتُوج می‌باشد، در زمان خلابران شهر خرم‌آباد مرکز تنکابن بود.
به گفته رابینو خاندان خلعتبری (خلابران) از نسل احمد شمید حلبی می‌باشند که در زمان خلافت علی حامل خلعت برای یکی از حکام محلی بود و پسران او ناصر و یاسر پس از به قدرت رسیدن امویان به رستمدار در مازندران آمدند ناصر در منطقه نور (روستای یالرود (یالو، یالی)) و یاسر در منطقه گلیجان (گرجیان) تنکابن ساکن شد.
دهخدا می‌نویسد: خلابران به زبان گیلان و مازندران، تازیانی را گویند که در درب خانه پادشاهان وسلاطین خوار باشند.
منوچهر ستوده به نقل از برهان قاطع می‌نویسد: خلابر بر وزن سراسر به زبان گیلان مردمی را گویند از عرب که در خانه پادشاهان و سلاطین مرسوم خوار باشند.زمانی که خان زند به قدرت رسید، هدایت الله خان مجدداً به سمت خود پابرجا ماند و قدرت او رو به فزونی گرفت. در این زمان تنکابن توسط حکام کُرد عمارلوئی که ایلخانش رستم خان عمارلوئی بود اداره می‌شد. هدایت الله خان در سال ۱۱۸۵ ه‍.ق به منظور توسعه قلمرو خود به طرف شرق گیلان روی آورد و تنکابن را ضمیمه گیلان کرد و ضمن یورش به تنکابن، رستم خان کُرد عمارلوئی را به قهر و غلبه گرفت و یکی از افراد قوی حصارلو را به حکمرانی تنکابن برگزید. مردم و طوایف مهم و مدعی تنکابن از قدرت‌گیری مجدد حصارلوها خاطرات تلخی داشتند و بنابر این به دربار زند رفته و برای چاره جویی و شکایت سه نفر از بزرگان منطقه از جمله مهدی خان خلابر به شیراز رفته و موفق به ملاقات شاه شده و پس از بیان دلایل و شواهد قابل قبول، نظر خان زند را از طایفه حصارلو برگردانده و بدین ترتیب کریم خان زند، حکم حکومت تنکابن را به نام مهدی خان خلابر صادر نمود. خلابران بعدها با آغا محمد خان قاجار در ایام مبارزاتش با زندیه همراه شدند و به جای تحویل خراج به دربار زندیه، آن را به آغا محمد خان می‌پرداختند.
در اواخر عصر زندیه حکومت تنکابن به مهدی خان خلابر فرزند حاجی صادق بن حاجی باقر رسید، مهدی خان خلابر در پی نزاع‌های خاندان زند با قاجار از محمد خان قاجار حمایت نمود و در فتح گیلان در لشکر قاجار حضور یافت و محمد خان قاجار پس از فتح گیلان به درخواست مهدی خان خلابر تنکابن را از گیلان جدا نمود و مازندران الحاق نمود و شاه قاجار نیز دو ناحیت کجور و کلارستاق را به تنکابن ضمیمه نمود.
این ضمیمه سبب یک قرن جنگ بین سکنه بومی کجور و کلارستاق بااهالی تنکابن شد که تا اواخر قاجار ادامه یافت با فتح خرم‌آباد توسط علی دیوسالار کجوری ملقب سالار فاتح به پایان رسید و از آن پس دو تن از طایفه سوادکوهی به حکومت تنکابن رسیدند.

## قدرت یابی خاندان خلعتبری
ضمیمه تنکابن از مازندران به گیلان
زمانی که خان زند به قدرت رسید هدایت‌الله خان فومنی حاکم گیلان در سال ۱۱۸۵ قمری به منظور توسعه قلمرو خود به طرف شرق گیلان روی آورد و تنکابن را از غرب مازندران ضمیمه گیلان کرد و یکی از افراد قوی حصارلو را به حکمرانی تنکابن برگزید که بر ذائقه مردم تنکابن علی‌الخصوص طوایف مهم و مدعی خوش نیامد.
انتقال قدرت از قوی حصارلوئیان به مهدی خان خلابر
برای چاره جویی، شکوه و شکایت از حاکم ظالم وقت سه نفر از سران طوایف و بزرگان قبایل و منطقه که یکی از آنان مهدی خان خلابر بوده است به شیراز رفته و به ملاقات با شاه زند نائل آمدند و نظر خان زند را از طایفه حصارلو برگرداندند و کریم خان زند حکم حکومت تنکابن را به نام مهدی خان خلابر صادر کرد و به وی لقب خان را اعطاء کرد. مهم‌ترین ماجراجویی و فرصت خواهی خان خلابران همدستی وی با آقا محمد خان قاجار درایام مبارزاتش علیه زندیه بود. با روی کار آمدن قاجار خلابران تنکابن برای تحکیم پایه‌های حکومت قاجار از جان مایه گذاشتند و در سخت‌ترین لحظات در کنار این ایل قرار داشتند. مهدی خان خلابر (تنکابنی) دربسیاری از صحنه‌ها به فریاد آغا محمد خان و کسان او رسیده و از همین رو قدرت او رو به فزونی نهاد.
فتح گیلان
در سال ۱۱۹۵، آقامحمدخان قاجار مهدی خان خلابر را همراه مرتضی‌قلی‌خان قاجار (برادر آقامحمدخان قاجار) برای فتح گیلان به گیلان فرستاد.
ضمیمه تنکابن از گیلان به مازندران
پس از فتح گیلان مهدی خان خلابر از آقامحمدخان خواست تا با جدایی تنکابن از گیلان و الحاق آن به مازندران موافقت کند. با موافقت آقامحمدخان در این سال، ولایت تنکابن ضمیمه مازندران شد و نواحی کلاردشت و کجور به تنکابن الحاق شد و این‌گونه ولایت محال ثلاث / ثلاثه تشکیل شد.
هادی خان خلابر
پس از مهدی خان خلابر پسرش هادی خان (در زمان فتحعلی شاه) جانشین او شد.
جعفر قلی خان خلابر
پس از هادی خان یکی از فرزندانش به نام جعفر قلی خان به مدت سه سال حاکم تنکابن بود.
محمدولی‌خان ساعدالدوله
پس از جعفر خان یکی دیگر از فرزندان هادی خان به نام محمد ولی خان در زمان محمد شاه قاجار به حکومت تنکابن برگزیده شد. وی یکی از سرداران جسور لشکر محمد شاه بود که در جریان تسخیر هرات کشته شد.
سردار حبیب‌الله خان
پس از کشته شدن محمد ولی خان ساعدالدوله به پاس حق‌شناسی، محمد شاه رتبه و مقام فرماندهی نظامی او را به حبیب‌الله خان (فرزند نوجوانش) که در اردوی هرات شرکت داشت می‌دهد.
محمدولی خلعتبری
پس از وفات حبیب‌الله خان، قدرت به فرزندش محمد ولی خان رسید. محمد ولی خان فرزند «حبیب‌الله خان ساعد الدوله تنکابنی» ملقب به امیر اکرم، سردار اکرم، نصر السلطنه سردار معظم، سپهدار و سپهسالار اعظم در نهم ربیع‌الاول ۱۲۶۴ قمری در روستای «اشتوج» دهستان «دو هزار» تنکابن مازندران متولد شد و نام محمد ولی خان (پدر بزرگ) را بر وی نهادند. پدرش در رکاب شاه بود و وی تحت تربیت مادرش پرورش یافت. در ۱۲ سالگی به تهران رفت و چند سال بعد به درجه سرهنگی رسید و مأمور حفاظت از دروازه‌های تهران شد.

## انتصابات حاکمیتی
حاکمیت بر تنکابن
محمدولی خان در قشون به همراه ناصر خان ظهیرالدوله برای سرکوبی ترکمان‌ها به مأموریت رفت و موفق بازگشت. در سال ۱۲۹۸ قمری به درجه سر تیپی رسید و لقب «سردار اکرم» گرفت و حاکم تنکابن شد.
حاکمیت بر استرآباد
یکسال پس از حاکمیت بر تنکابن مأمور دفع فتنه استرآباد شد و ترکمان‌هایی که به مال و ناموس مردم استرآباد و خراسان تجاوز کرده بودند؛ سرکوب و اسراء و اموالشان را باز پس گرفت. محمدولی خان به پاس خدمات به حکومت استرآباد (گرگان) منصوب گردید. در سال ۱۳۰۲ قمری خلعت و لقب نصرالسلطنه به وی اعطاء شد.
پس از مدتی به تهران بازگشت و اداره امور ضرابخانه و بعدها وزارت مسکوکات را برعهده گرفت.
حاکمیت بر گیلان
محمد ولی خان در سال ۱۳۱۷ قمری به مدت چهار سال به حکومت گیلان منصوب شد. وزارت گمرکات به او داده شد. به سبب اقدامات، نفوذش در گیلان و مازندران گسترده شد و در سایه بعضی فعالیت‌ها مال هنگفتی کسب کرد.
در همین دوران تشریفات سفر شاه به قفقاز را به جا آورد و همراه وی بود. شاه پس از بازگشت به او لقب «سردار معظم» داد.
با روی کار آمدن عین الدوله وی از کار بر کنار و پس از یکسال به آذربایجان رفت. او در سال ۱۳۲۲ قمری به تهران بازگشت.
در سال ۱۳۲۳ قمری هم‌زمان با سفر مظفرالدین شاه به فرنگ سمت وزیر پست و تلگراف بود و همچنین امیر توپخانه و فرماندهی افواج قزوین و گیلان و مازندران، و مأمور حفظ پایتخت شد و به لقب «سپهدار اعظم» ملقب شد.

## نقش در آذربایجان
وی در ابتدا از سرداران محمد علی شاه بود و حاکم تنکابن بود که توسط شاه به حکومت گیلان منصوب شد.
پس از توپ بستن مجلس در سال ۱۲۸۷ (۱۳۲۶ قمری) سپهدار از طرف محمد علی شاه، فرمانده اردوی آذربایجان و مأمور متفرق نمودن مشروطه‌خواهان در تبریز گردید. پس از چند ماه توقف در خارج از شهر و بدون درگیری با مشروطه‌خواهان و اختلاف و ناسازگاری با عین الدوله فرمانفرمای آذربایجان با تغیر به تنکابن بازگشت و ندای عدالت‌خواهی سر داد و انجمنی هم به اسم «انجمن عدالت» تشکیل داد.

## مشروطه‌خواهی
مشروطه‌خواهی سپهسالار را عده‌ای به دلیل اختلافات او با بخش‌هایی از دربار قاجار و به ویژه شخص عین الدوله می‌دانند و عده‌ای به خاطر تشخیص موقعیت و شم سیاسی او، که غروب استبداد قاجاری را پیش‌بینی کرده و به موقع جبهه عوض کرده و به جنبش آزادی‌خواهانه و استقلال طلبانه مشروطیت که رو به گسترش و فراگیری ملی بود پیوست. اما او که در آستانه پیروزی مشروطیت یکی از بزرگ‌ترین ملاکین ایران بود، به خاطر منافع آتی خویش هرگز از ته دل تعلق خود را در آن صف نمی‌دانست و دودلی‌های وی در یورش مشروطه‌خواهان گیلان به تهران، اگر با عزم راسخ و قاطعیت انقلابیون گیلان و تنکابن و کجور، به سرکردگی سرتیپ دیوسالار (سالار فاتح) خنثی نمی‌شد، مانع از فتح تهران می‌شد. اوایل سال ۱۳۲۷ ق. که مجاهدین، رشت را تصرف کردند و آقابالاخان حاکم رشت را کشتند، طی نامه‌ای به سپهسالار، او را به عزیمت به رشت و به دست گرفتن فرماندهی نظامی نیروهای مشروطه دعوت کردند. این تصمیم انقلابیون گیلان، یکی از کارسازترین و هشیارانه‌ترین راه‌بردهایی بود که اتخاذ شد و اثر مستقیم سیاسی و نظامی به نفع فتح تهران گذاشت. آنان با این عمل، باعث شدند که سپهسالار تمام پل‌های ارتباطی خود را با دربار قاجار خراب کند. سپهسالار به سبب ارتباطات گسترده تجاری و سیاسی که با روسیه تزاری، پشتیبان اصلی محمدعلی شاه داشت، اگر می‌خواست، می‌توانست با نیروهای تحت فرماندهی اش، مشروطه‌خواهان گیلان را دچار دردسر کند. اما بر عکس آنان توانستند با این عمل، از تجربه نظامی سپهسالار و نیروهای تحت فرماندهی‌اش، برای فتح تهران استفاده کنند. بدین ترتیب سپهسالار وارد رشت شد و با مجاهدین هم‌گام گردید. محرم ۱۳۲۷ ه‍.ق تلگرافی از محمدعلی‌شاه قاجار، برای سپهسالار فرستاده شد:
محمد ولی! محض فوق نمک به حرامی تو به دولت، تو را از شئونات دولتی خارج و املاک تو را خالصه نمودیم
سپهدار هم تلگرافی نوشت:
باغشاه! الحمدالله که از این ننگ خارج شدم و در املاک من هم هیچ‌کس قدرت دخالت نخواهد داشت

## پس از فتح تهران
پس از فتح تهران، در ۱۳۲۷ سپهسالار در کابینه اول، وزیر جنگ و در رمضان همان سال، رئیس‌الوزرا شد. در رجب ۱۳۲۸ (تیر ۱۲۸۹) به سبب اختلافاتی که بین او و سردار اسعد بختیاری بروز کرد، از ریاست دولت استعفا داد. نمایندگان مجلس در بیستم تیر او را همراه با سردار اسعد به جای دبیرالملک و وزیرزاده، دو نماینده مستعفی انتخاب کردند و این دو به مجلس رفتند. در ماه امرداد کابینه مستوفی الممالک سر کار آمد اما مستوفی الممالک پس از ورود ناصرالملک نایب السلطنه به تهران در بهمن ماه استعفا داد و در اسفند ماه ناصرالملک از سپهدار خواست دولت تشکیل دهد. او در بیستم اسفند دولت خود را به مجلس معرفی کرد. هنگام معرفی کابینه اش از مجلس برای برخورد با مطبوعاتی که از آزادی سوء استفاده می‌کنند اختیارات خواست و تهدید کرد که اگر این اختیارات را دریافت نکند استعفا خواهد داد. همچنین وعده داد که در تهران دارالمعلمین عالی دایر کند. سپهدار در کابینه سوم مستوفی الممالک در دهم شهریور ۱۲۹۴ به عنوان وزیر جنگ به مجلس معرفی شد.

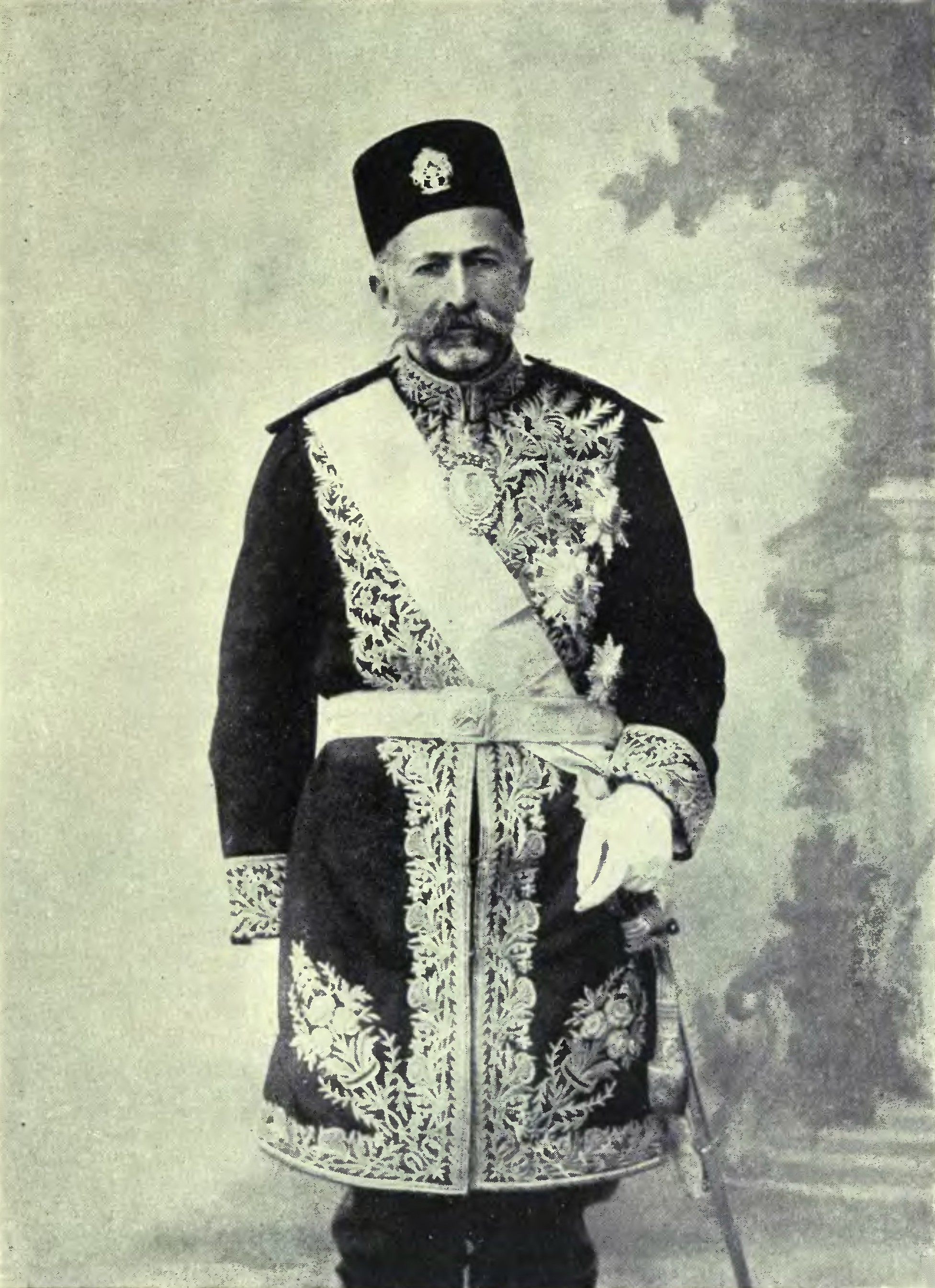
در سال ۱۹۱۲

پس از پیروزی بر استبداد، اختلاف جناح‌بندی‌های درونی نیروهای مشروطه عمیق‌تر شد و به تشکیل دو حزب دست راستی اعتدال و حزب دمکرات انجامید. سپهسالار چون دیگر خوانین، فئودال‌ها، اعیان و اشراف، به حزب اعتدال پیوست. رهبر فکری این حزب، سید محمد طباطبایی بود. آیت‌الله بهبهانی، میرزا علی محمد دولت‌آبادی، صدرالعلما، محمدعلی خان نصرت السلطان، مرتضی قلی خان نائینی، ذکاءالملک، معتمد خاقان، محمدتقی بنکدار، محمدتقی رزاز، از دیگر چهره‌های برجسته آن بودند. حزب دمکرات که تشکیلات جناح رادیکال مشروطه‌خواهان بود نیز از افرادی چون: سید محمدرضا مساوات، شیخ محمد خیابانی، سید حسن تقی‌زاده، ابراهیم حکیمی، حیدر عمو اوغلی، رسول زاده، ابوالضیا، جلیل اردبیلی، محمد نجات، احمد قزوینی، محمدعلی خان تربیت، نوبری، سرتیپ دیوسالار (سالار فاتح) تشکیل شده بود. . سپهسالار از دشمنان قسم خورده جنبش جنگل بود و بارها در زمان صدارت و وزارتش، نیرو برای سرکوب آنان ارسال کرد.

## دوران رضاشاه
بعد از کودتای ۳ اسفند ۱۲۹۹ محمدولی خان تنکابنی و ده‌ها تن از دیگر رجال و خوانین سیاسی قاجاری مانند سردار خسرو خان کرد بختیاری مشهد سری بازداشت و ۱۰۰ روز به زندان انداخته شدند. بعد از آزادی نیز از سیاست مملکت حذف و دور نگهداشته، و قدرت از آنان گرفته شد. قدرتمندترین رجل قبل و بعد از مشروطه، سپهسالار تنکابنی و سردار خسرو خان کرد بختیاری مشهد سری بود.
رضا شاه که پس از به قدرت رسیدن، املاک دیگران را به زور در تملک خود درمی‌آورد، یا به زور می‌خرید، به املاک سپهسالار نیز از طریق وزارت مالیه دست انداخت. ولی خان املاک خالصه استرآباد و شیرگاه را تصرف کرده و به روس‌ها اجاره داده بود. بخشی از این املاک در رهن بانک استقراضی روس بود. پس از واگذاری بانک به وزارت مالیه ایران، وزارت دارایی این املاک را ضبط کرد و رضاشاه از این طریق درصدد تصاحب املاک سپهدار برآمد. سپهدار تنکابنی روزی به کاخ او می‌رود و در مورد وضعیت املاکش می‌پرسد، رضاشاه که احدی جرات نفس کشیدن بدون اجازه وی را نداشت و به دیکتاتور مطلق العنانی بدل شده بود با طعنه پاسخ می‌دهد:
ولی خان! تو که بهتر می‌دانی، در سلطنت مشروطه، شاه اختیاراتی ندارد. بهتر است با وزیر مالیه و هیئت وزرا وارد مذاکره شوید.
سپهسالار که از فشارهای مالی به تنگ آمده بود، پس از نوشتن وصیت‌نامه روز دوشنبه ۲۷ شهریور ۱۳۰۵ خورشیدی ساعت دو بعد از ظهر، در خانه‌اش در زرگنده، تهران، با شلیک طپانچه به شقیقه خود، به زندگی پرتلاطمش خاتمه می‌دهد. در وصیت‌نامه او خطاب به پسرش امیر اسعد آمده است:
امیر اسعد، فوری نعش مرا بفرستید امام‌زاده (امام‌زاده صالح شمیران) بشورند و پیش پسرم دفن کنند. البته همین الان اقدام بشود. دیگر برای بنده تشریفات و گریه پس از هشتاد و چند سال عمر لازم ندارد.
روایت است که روزهای آخر زندگی این بیت شعر را مدام زمزمه می‌کرد:
مرا عار باشد از این زندگی / که سالار باشم کنم بندگی.
مرکز تنکابن که در زمان حاکمیت خاندان خلعتبری شهر خرم‌آباد بود، در دوران پهلوی با تأسیس بلدیه (شهرداری امروزی) در سال ۱۳۰۴، به شهر جدید التأسیس «شهسوار» انتقال یافت. (که پس از انقلاب سال ۵۷ دوباره به «تنکابن» تغییر نام یافت.)
سپهسالار سه پسر داشت امیراسعد پدر آقایان خلعتبری، ساعدالدوله که بر اثر سانحه مشکوک پرت شدن از اسب درگذشت و مرتضی‌قلی خان سردار اقتدار.
در هنگام ایجاد سجل شناسنامه و اجبار داشتن نام خانوادگی در دوران پهلوی اول، چون بستگان و اولاد محمدولی خان از آن جهت که خود را از فرزندان یکی از اصحاب حضرت علی (ع) می‌دانند که خلعت‌های آن حضرت را به والیان و عمال می‌داده است، عنوان «خلعت بری» را برای نام خانوادگی خود برگزیدند.
الله یار خلعتبری نواده محمدولی خان می‌گوید: او انسانی محکم، شجاع، وارسته و در عین حال بسیار عصبی بود. او بسیار انسانی معتقد و مذهبی بود، به طوری که همیشه پنج کتاب قرآن، شاهنامه، حافظ، سعدی و زینت المجالس را همراه خود داشت و در بسیاری از مواقع برای رفع تردیدها و شبهات به آن‌ها رجوع می‌کرد یا برخی مسایل را که نیاز به نوشتن داشت در حاشیه این کتاب‌ها با خط بسیار بدی نگارش می‌کرد. محمد ولی خان علاوه بر اینکه فردی فئودال محلی و خان منطقه و شخص نظامی و از والیان صاحب منصبان مملکت بود، در عین حال یک سیاستمدار برجسته نیز بود او از درک سیاسی بالایی برخوردار بود به طوری که وقتی از قدرت و اهداف مشروطه خواهان آگاه می‌شود و اقتدار حکومت استبدادی قاجاری را شکننده می‌بیند، علیه حکومت شاه قاجار می‌شود.